# Теселько, Маргарита Викторовна
Маргарита Викторовна Теселько (род. 1 октября 1965) — советская гребчиха. Мастер спорта СССР международного класса.
Выступала за ленинградские спортивные общества «Труд» и «Динамо».
Становилась чемпионкой СССР. Представляла Советский Союз на Олимпийских играх 1988 года в Сеуле, где заняла четвёртое место в восьмёрке с рулевым. Участница чемпионата мира 1989 года в Югославии.
С 1990-х годов живёт в США.